# Падилья, Стив
Стив Падилья (англ. Steve Padilla, род. 1967, Сан-Диего, США) — американский демократический политик, мэр города Чула-Виста с 2002 по 2006 год. Открытый гомосексуал.
Чула-Виста — второй по величине город в округе Сан-Диего. До того как Падилья был избран мэром города, он проработал два срока в Городском совете Чула-Висты с 1994 по 2002 годы.
В июле 2003 года Падилья оказался на обложке журнала San Diego Metropolitan. В 2005 году журналом «Instinct» он был помещён в рейтинг «25 ведущих мужчин Северной Америки».
С июля 2005 года по 2007 год Падилья являлся членом Калифорнийской береговой комиссии, занимающейся регулированием землепользования на почти двух тысячах км побережья Калифорнии.
В августе 2005 года, выступая на митинге за права геев и лесбиянок, Падилья публично признался, что является гомосексуалом. Его камин-аут привлёк внимание политических оппонентов, а сам Чула-Виста стал в США крупнейшим городом с мером-гомосексуалом.